# ニール・ブッシュ

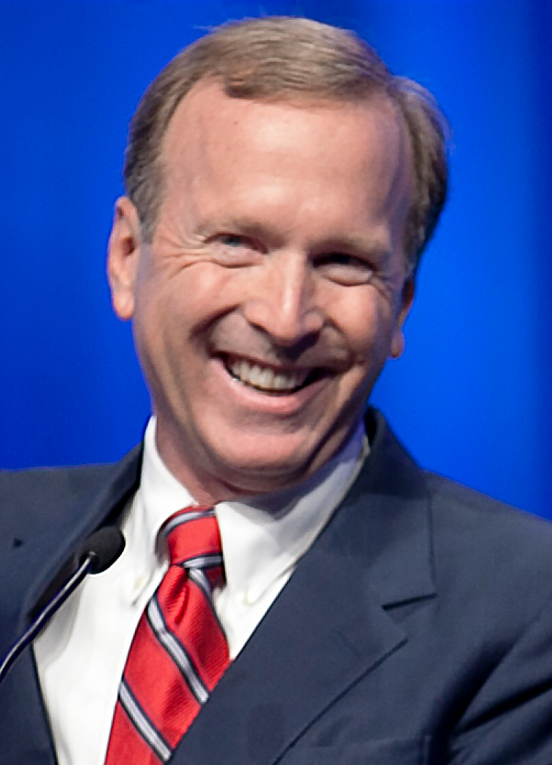
ニール・ブッシュ

ニール・マロン・ブッシュ（Neil Mallon Bush、1955年1月22日 - ）は、アメリカ合衆国の実業家。所属政党は共和党。父は第41代アメリカ合衆国大統領のジョージ・H・W・ブッシュ、その三男であり、兄は第43代アメリカ合衆国大統領のジョージ・W・ブッシュ（長男）、第43代フロリダ州知事のジェブ・ブッシュ（次男）である。

## 生い立ち
1955年1月22日、テキサス州ミッドランドで生まれた。父ジョージ・H・W・ブッシュが勤めたドレッサー・インダストリーズ（現在のハリバートン）の社長であるヘンリー・ニール・マロンにちなんで名づけられた。
1973年、ワシントンD.C.のセント・オールバンズ校を卒業し、1977年にテュレーン大学で経済学の学位を取得し、1979年にはMBAも取得した。

## 経歴
1980年代に起きたS&L危機の際にデンバーに本拠を置くシルベラード貯蓄貸付組合の役員だったため、当時父ジョージ・H・W・ブッシュがアメリカ合衆国副大統領だったこともあり、マスメディアの注目を浴びた。貯蓄機関監督局（OTS）はブッシュが「複数の利益相反行為に関わり、受託者としての義務に違反した」と判断し、刑事訴訟にはならなかったものの民事訴訟で巨額の和解金を支払うこととなった。
その後も中東、ヨーロッパ、アジアの各国を訪れて取引を交渉し、様々な事業の資金調達に成功した。
2002年、当時の中国国家主席である江沢民総書記の息子である江綿恒が設立した大手ファウンドリの上海宏力半導体製造（GSMC）の取締役に就任した。共同設立者である台湾の大富豪王永慶の長男・王文洋の要請を受けてのことだった。
2012年8月27日、人民帽を被り、毛沢東が描かれたマグカップを持った自身の写真とともに中国語と英語で「I'm thinking of joining the CCP. What do you think of my accessories?」（中国共産党への加入を今検討している。私の服装をどう思う？）と微博に投稿したことが中国で話題となった。
2017年5月、父ジョージ・H・W・ブッシュの後押しで「米中関係のためのジョージ・H・W・ブッシュ財団」を創設して会長となった。この財団は世界で最も重要な二国間関係として米中関係を重視した父ジョージ・H・W・ブッシュの精神を引き継いで建設的な米中関係を築くプログラムの促進を目的に掲げている。